# Hipótese da Terra rara

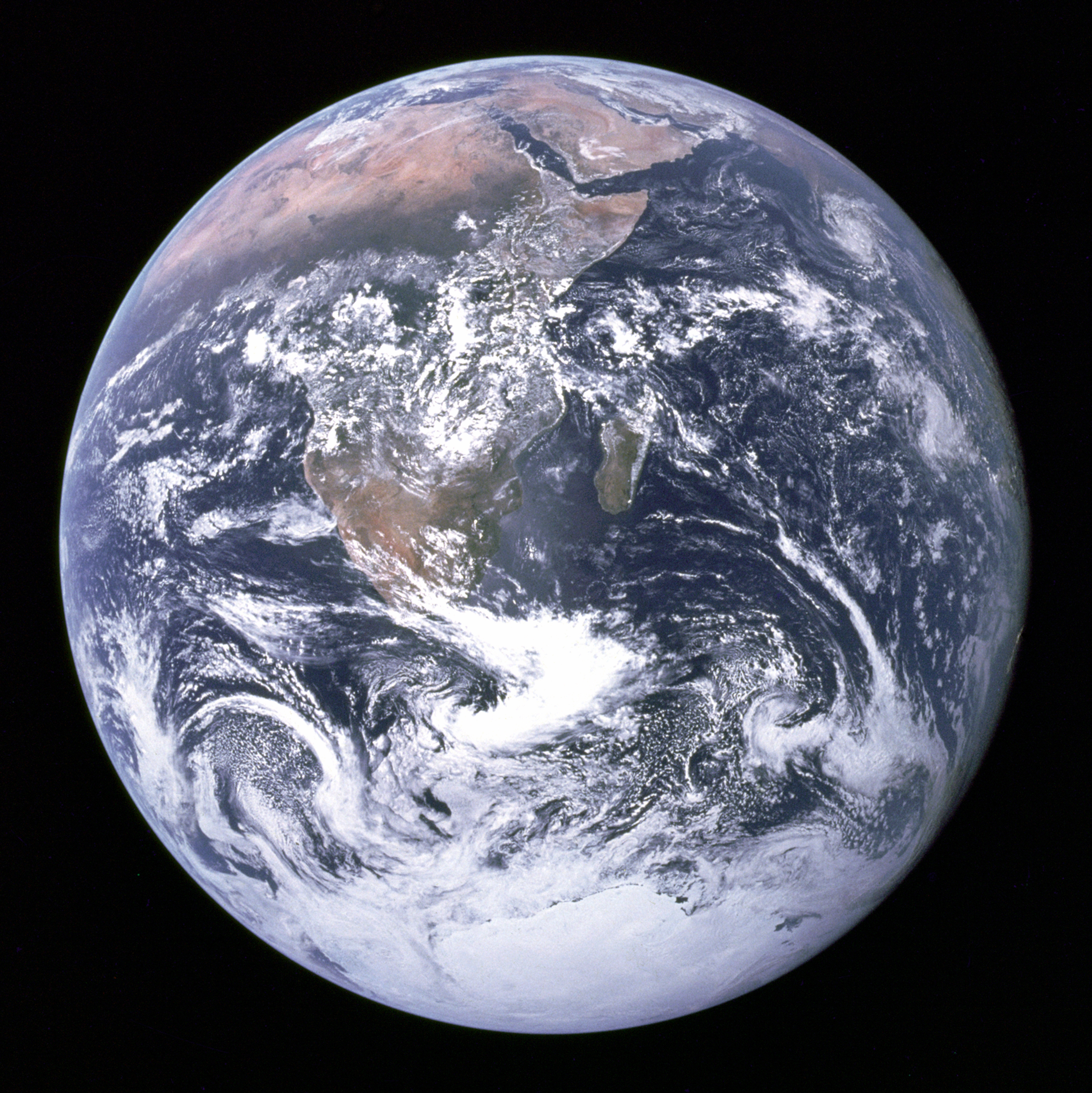
Planetas capazes de sustentar vida, assim como a Terra, são raros?

A Hipótese da Terra Rara ou Hipótese da Terra Singular, em astronomia planetária e astrobiologia, estipula que a emergência de vida complexa multicelular (metazoa) na Terra requereu uma combinação improvável de eventos e circunstâncias astrofísicas e geológicas. O termo "Terra Rara" tem origem no livro Rare Earth: Why Complex Life Is Uncommon in the Universe (2000), de Peter D. Ward, um geólogo e paleontologista, e Donald Brownlee, um astrônomo e astrobiólogo.
A Hipótese da Terra Rara é o contrário do Princípio da Mediocridade (também chamado princípio de Copérnico), defendido por Carl Sagan e Frank Drake, entre outros. O Princípio da Mediocridade conclui que a Terra é um típico planeta rochoso num típico sistema planetário, localizado em uma típica região de uma grande, mas típica, galáxia espiral. Assim, é provável que o Universo esteja repleto de vida complexa. Ward e Brownlee argumentam o contrário: planetas, sistemas solares e regiões galácticas que são tão propícias à vida complexa como são a Terra, o nosso sistema solar e a nossa região da Via Láctea são provavelmente muito raros.
Concluindo que a vida complexa não é comum, a Hipótese da Terra rara resolve o Paradoxo de Fermi: "Se seres extraterrestres são comuns, por que não os vemos ou detectamos?"

## Por que a vida complexa pode ser muito rara?
A hipótese da Terra Rara demonstra que o surgimento de vida complexa necessita de uma grande quantidade de eventos casuais. O número de tais eventos serão explicados seguindo os seguintes tópicos: zona habitável da galáxia, uma estrela central e sistemas planetários com as características indispensáveis, zona habitável na órbita estelar, o tamanho do planeta, o benefício de um satélite grande, condições necessárias para assegurar que o planeta tenha um campo magnético e placas tectônicas, a química da litosfera, atmosfera, e oceanos, o papel da "bomba evolucionária", tais como a glaciação em grande escala e impactos raros de meteoros, e tudo o que levou a misteriosa explosão Cambriana do filo animais . O surgimento de vida inteligente ainda pode precisar de outros eventos raros.
Para que um pequeno planeta rochoso possa sustentar vida complexa, Ward e Brownlee discutem os valores de muitas variáveis que seguem caminhos limitados e que não podem ser respondidos. O universo é tão vasto que podem existir muitos planetas como a Terra. Mas se tais planetas existirem, estarão muito separados uns dos outros por milhares de anos luz. Tais distâncias podem impossibilitar comunicações entre quaisquer espécies inteligentes evoluindo nesses planetas, o que resolveria no paradoxo de Fermi.
Há ainda outro argumento apresentado em anos recentes: segundo o astrobiólogo Aditya Chopra, da Universidade Nacional da Austrália a vida pode até ser comum no universo, mas ela é frágil e se extingue muito rapidamente, antes mesmo de se desenvolver de uma maneira mais complexa. Em outras palavras, o surgimento da vida não garante a sua manutenção e evolução. Muitos podem surgir e sucumbir às situações inadequadas de seus planetas antes mesmo de evoluírem para formas que possam garantir a sobrevivência de todos, como aconteceu  na Terra por exemplo, as algas para produzir oxigênio, seres decomponentes para reciclagem da matéria, vegetação para reter carbono e diminuir o efeito estufa etc. As condições devem ser duradouras para a vida poder surgir, se manter, evoluir, e desenvolver formas inteligentes e daí comunicação interestelar ( para que, eventualmente assim, possam dar sinais de sua existência).

## A zona habitável da galáxia

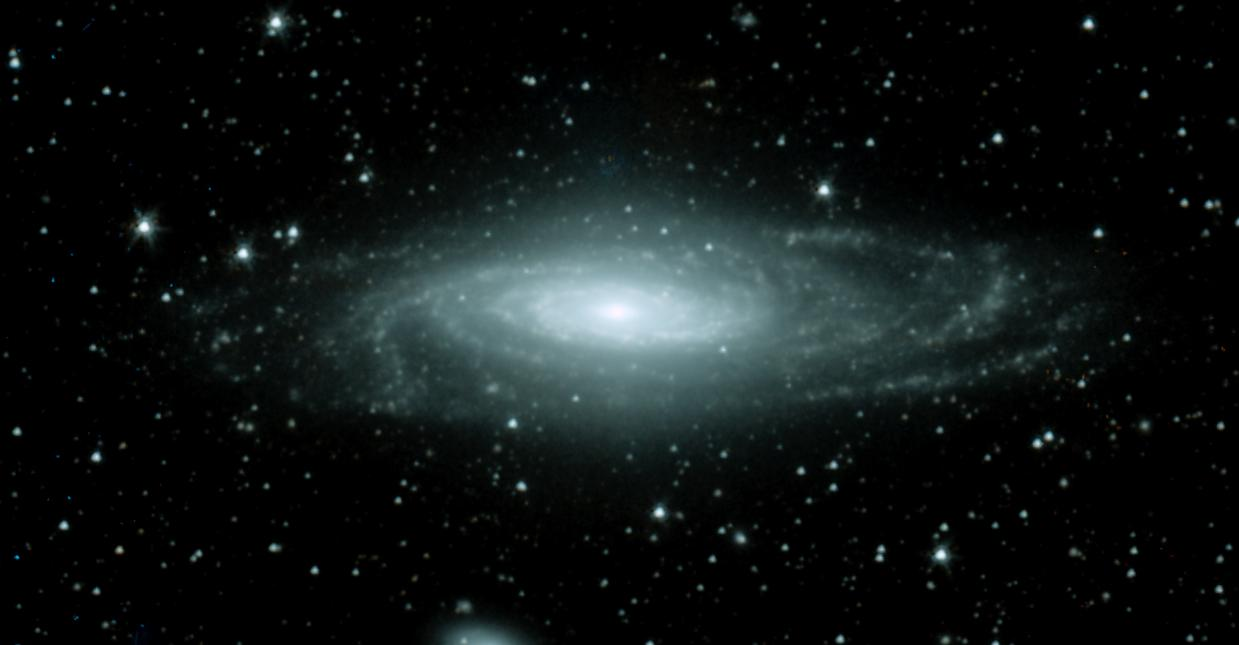
Em uma área desprovida de metais ou uma área próxima ao centro com alta radiação, um planeta não seria capaz de sustentar vida (a galáxia mostrada é NGC 7331, frequentemente atribuida como a "gêmea" da Via Láctea)

A teoria (ou hipótese) da Terra Rara sugere que muito do universo conhecido, incluindo partes da nossa galáxia, não pode sustentar vida complexa; Ward e Brownlee chamam tais regiões como "zonas mortas". As partes de uma galáxia, onde vida complexa pode surgir são chamadas de zonas habitáveis. Essa zona é, sobretudo, uma função da distância do centro da galáxia. Assim, essa distância aumenta:
1. A metalicidade do enfraquecimento das estrelas, e metais (em astronomia significa todos os elementos diferentes do hidrogênio e do hélio) são necessários para a formação de planetas terrestres (ou rochosos).
2. A radiação raio-X e raio gama dos buracos negros no centro da galáxia, e das estrelas de nêutron próximas, é menos intensa. Radiação dessa natureza é considerada perigosa para a vida complexa, aqui a hipótese da Terra Rara diz que o universo precoce, e regiões semelhantes na galáxia no presente, onde a densidade estelar é alta e supernovas são comuns, é impossível o desenvolvimento de vida complexa.[4]
3. Perturbações gravitacionais de planetas e planetesimais ao redor de estrelas são menos comuns quando a densidade de estrelas cai. Aqui quanto mais longe do centro da galáxia um planeta está situado, menos está propenso a choques com grandes meteoros. Um impacto suficientemente grande pode causar a extinção de toda a vida complexa no planeta.

(1) excluídas as fora de alcance de uma galáxia; (2) e (3) excluída as regiões internas das galáxias, feixe globular, e os braços espirais das galáxias espirais. Esses braços não são objetos físicos, mas regiões caracterizadas por alta taxa de formação de estrelas, movendo muito lentamente através da galáxia como se fosse uma onda. Como se move do centro de uma galáxia até a extremidade, a capacidade de sustentar vida surge e termina. Aqui a zona habitável da galáxia pode estar entre o centro inabitável e fora de alcance.
Enquanto um sistema planetário pode desfrutar de um lugar favorável para a vida complexa, deve também manter essa posição por um período suficientemente longo de tempo para que a vida complexa possa evoluir. Aqui a estrela central com uma órbita galáctica que evite regiões da galáxia onde os níveis de radiação são altos, assim como o centro da galáxia e os braços da espiral, seriam favoráveis. Se a órbita galáctica da estrela central é elíptica ou  hiperbólica, passará através de alguns braços da espiral, mas se a órbita é próxima de um círculo perfeito e a velocidade da órbita é igual a velocidade rotacional dos braços da espiral, a estrela será carregada à região do braço da espiral muito lentamente - se acontecer.
Portanto a Terra Rara conclui que, do ponto de vista da vida, uma estrela deve ter uma órbita que esteja muito próxima de uma órbita circular em torno do centro de sua galáxia. A sincronia necessária da velocidade da órbida da estrela central com a velocidade da onda dos braços da espiral pode acontecer somente dentro de uma limitada distância do centro da galáxia. Essa região é denominada zona habitável da galáxia. Lineweaver  calcula que a zona habitável da galáxia está em uma faixa de 7 a 9 kiloparsecs de diâmetro, que inclui não mais que 10% das estrelas na Via Láctea.  Baseado na estimativa do número total de estrelas na galáxia, isso poderia representar algo entre 20 e 40 bilhões de estrelas. Gonzalez  cortou esses números pela metade; ele estima que, se muito, 5% das estrelas na Via Láctea estão na zona habitável.
A órbita do Sol ao redor do centro da Via Láctea é, de fato, o mais perfeito círculo, com um período de 226 Ma (1 Ma = 1 milhão de anos), o mais próximo ao período rotacional da galáxia. Enquanto a hipótese da Terra Rara diz que o Sol deveria raramente, se aconteceu, ter passado pelo braço da espiral desde sua formação, o astrônomo Karen Masters calculou que a órbita do Sol o leva através do maior braço da espiral a cada 100 milhões de anos, aproximadamente.  Alguns pesquisadores sugerem que várias extinções em massa não correspondem com passagens anteriores dos braços espirais..

## Críticas

### Sobre a zona habitável da galáxia
Sobre o item 1 do subtítulo A zona habitável da galáxia os cientistas acreditavam até recentemente que apenas em estrelas com alta metalicidade  poderiam formar planetas rochosos, mas a descoberta do planeta rochoso GJ 667Cc orbitando a estrela GJ 667C mudou este quadro, como explica Steven Vogt (UC Santa Cruz):
"Esperávamos que este sistema fosse um lugar improvável a hospedar exoplanetas. No entanto, lá estão eles, em volta de uma estrela do tipo mais comum da galáxia (classe M) que contudo apresenta uma baixa metalicidade."
Em relação ao item 2 do subtítulo A zona habitável da galáxia onde se afirma que onde a densidade estelar é alta e supernovas são comuns, é impossível o desenvolvimento de vida complexa, novo estudo chamado de Modelo de Habitabilidade Dentro da Galáxia Via Láctea, conduzido por Michael Gowanlock, da Universidade do Havaí, usou modelos computacionais para encontrar planetas habitáveis, bem como analisar a possibilidade de devastações por explosões de supernovas.  A rápida formação de planetas no núcleo da galáxia poderia superar os efeitos negativos das explosões de supernovas, fornecendo assim um recanto para vida, disseram os pesquisadores.
A equipe de Gowanlock diz que planetas habitáveis são tão comuns próximos ao centro da galáxia que mesmo se muitos deles fossem aniquilados pelas supernovas, ainda deve haver o suficiente para sobreviver por um tempo longo ao ponto de desenvolverem vida complexa.

### Sobre orbitar a distância certa da estrela certa
Defensores da Hipótese da Terra Rara afirmam que a zonas habitável das anãs-vermelhas por estarem próximos a estrela central provoca uma face do planeta enfrentar constantemente a luz estrela, e o outra face permanecer sempre na escuridão. Isso irá causar de o lado de um planeta ser extremamente quente, enquanto o outro será extremamente frio. Mas no documentário Aurélia cientistas simularam um planeta potencialmente habitável e demonstraram que uma faixa do planeta intermediária entre área quente e a área fria poderia ter clima agradável propício a vida.
Outra afirmação em relação ao fato da zona habitável ser mais próxima nas anãs-vermelhas é  que os planetas que orbitem a zona habitável das anãs vermelhas estão em maior risco de erupções solares, que tendem a ionizar a atmosfera e são de outra maneira hostil à vida complexa. Para descobrir se isso é realmente fatal pra a vida complexa pesquisadores liderados pelo astrobiólogo Antigona Segura da Universidad Nacional Autónoma de México (UNAM), na Cidade do México usaram modelos computacionais. A equipe simulou como uma labareda de 1985 AD Leonis (AD Leo), uma anã M, 16 anos-luz da Terra, teria afetado um planeta como a Terra orbitando hipotético 0,16 unidades astronômicas da estrela. Isso é menos do que a distância da metade de Mercúrio em torno do sol.
A simulação indicou que  estrelas anãs M não são tão perigosas como se temia. "Quando a radiação UV de alta atmosfera da estrela encontrou a atmosfera modelo do planeta Terra, a energia resultou em uma camada de ozônio mais espessa na atmosfera planetária, proporcionando um escudo natural para a superfície do planeta", diz o astrônomo Lucianne Walkowicz, que fez pós-doutorado na Universidade da Califórnia, em Berkeley e trabalha na missão a Kepler. Isso porque a radiação UV realmente divide moléculas de oxigênio criando mais ozônio do que destrói. "Durante a maior parte da queima, a superfície do nosso modelo de planeta semelhante à Terra não experimentou mais radiação do que é típico em um dia ensolarado aqui na Terra", diz Walkowicz.
Os resultados são uma boa notícia, diz Segura, porque AD Leo é um jovem estrela com menos de 300 milhões de anos, e como resultado é um dos mais ativas anãs M conhecidas. Em 1985 a erupção da estrela era 1.000 vezes mais enérgica que uma erupção semelhante em nosso próprio sol. Assim, o fato de que a atmosfera do modelo planetário sobreviveu a um evento tão violento pode augurar algo de bom para os planetas ao redor de semelhantes jovens anãs M, diz ela.